# 安伯·哈利迪
安伯·哈利迪（英語：Amber Halliday，1979年11月13日—），澳大利亚女子赛艇运动员。她曾代表澳大利亚参加世界赛艇锦标赛，获得三枚金牌和三枚银牌。她也曾参加2004年和2008年夏季奥运会。